# Liucea, Cosău
Liucea (în ucraineană Люча) este o comună în raionul Cosău, regiunea Ivano-Frankivsk, Ucraina, formată numai din satul de reședință.

## Demografie
Componența lingvistică a comunei Liucea
     Ucraineană (99,53%)
     Alte limbi (0,47%)
Conform recensământului din 2001, majoritatea populației comunei Liucea era vorbitoare de ucraineană (99,53%), existând în minoritate și vorbitori de alte limbi.